# محمدعلی نقیب‌الممالک
محمدعلی نقیب‌الممالک شیرازی نقال دربار ناصرالدین‌شاه قاجار بود.
وظیفه او داستان گویی(گاهی همراه با نواخته شدن کمانچه) هنگام استراحت پس از ناهار و همچنین شب‌ها پیش از خواب برای ناصرالدین شاه بود.
نقیب الممالک در روز شنبه ١٨ ربیع‌الاول سال ١٣٠٠ ه.ق برابر با ٧ بهمن‌ماه ١٢۶١ خورشیدی درگذشت. 

## آثار منسوب
- امیر ارسلان نامدار
- ملک جمشید: طلسم آصف و طلسم حمام بلور
- زرین‌ملک (ملک بهمن)

این سه اثر به احمد نقیب‌الممالک هم نسبت داده شده‌اند.